# LWAPP
LWAPP (англ. Lightweight Wireless Access Point Protocol, укр. Легкий протокол точки бездротового доступу) — мережевий протокол TCP/IP стеку, що використовується у великих WLAN мережах. LWAPP забезпечує взаємодію бездротових точок доступу з одним або декількома контролерами бездротової мережі.
Основним завданням протоколу є автоматичне забезпечення бездротових точок доступу необхідними налаштуваннями для їх роботи у мережі, пов'язаних із SSID та параметрами, які надаються DHCP. У разі необхідності LWAPP надає точці доступу налаштування для побудови тунелю для трафіку користувачів мережі.
Використання цього протоколу може допомогти системним адміністраторам великої WLAN скоротити час, що витрачається на налаштування, моніторинг та усунення несправностей. Також LWAPP є базисом для інструментів, що дозволяють аналізувати стан великої бездротової комп'ютерної мережі.
LWAPP був базовим протоколом побудови Уніфікованої Бездротової Мережі Cisco (Cisco Unified Wireless Network) включно до релізу 5.1, 2008 року.
До 2006 року, LWAPP був пропрієтарним протоколом компанії Cisco, а згодом став робочим (draft) проектом IETF (RFC 5412).
Протокол LWAPP використовує порти UDP 12222 (канал даних) і 12223 (канал керування).